# 미나구치 유코
미나구치 유코(皆口 裕子, 1966년 6월 26일 ~ )는 일본의 성우이다. 도쿄도 출신, 아오니 프로덕션 소속. 본명은 미나구치 토모코(水口 知子)다.

## 출연작

### TV 애니메이션
1985년
- GREED(키미)

1989년
- 야와라! (이노쿠마 야와라)

1992년
- 오즈 (필리시아)

1994년
- 드래곤볼Z (비델, 팡)
- 미소녀전사 세일러문 S (토모에 호타루/세일러 새턴)
- 미소녀전사 세일러문 S (미스트리스 9)

1995년
- 사랑은 정말 (오이카와 아유미)
- 아즈키짱 (노야마 케이코)

1996년
- YAWARA! (이노쿠마 야와라)
- 미소녀전사 세일러문 ST (토모에 호타루/세일러 새턴)

1997년
- 소년탐정 김전일 (이즈미 사쿠라)
- 닥터슬럼프 (야마부키 미도리)

1998년
- 카드캡터 사쿠라 (키노모토 나데시코)

2000년
- 다!다!다! (코즈키 미키)
- 이누야샤 (코유키 小雪 - 101화)
- 환상마전 최유기 (팔백서)

2001년
- 작은 눈의 요정 슈가 (잉그리트 베르이만)
- 환상마전 최유기 극장판 (팔백서)

2002년
- 카논 (도에이 제작) (미나세 아키코)

2003년
- 최유기 리로드 (팔백서)

2004년
- 파이널 어프로치 (메노우 유리카)
- 최유기 리로드 건락 (팔백서)

2006년
- 이야기 총사 빨간망토 (스즈카제 사요)
- 카논 (교토 애니메이션 제작) (미나세 아키코)

2007년
- 괴물왕녀 (사와와)
- 클라나드 (이부키 코코)

2008년
- Yes! 프리큐어5 GoGo (플로라)

2010년
- 원피스 (포트거스 D. 루즈)

2011년
- 롯테의 장난감! (메르체리다)

2012년
- 여기저기 (이누이 미이코)
- 하야테처럼 3 Can't take eye off you (산젠인 유카리코)

### OVA
1988년
- 드래곤즈 헤븐(이쿠르)

1991년
- 마수전사 루나발가(비이나)

1994년
- 파이널 판타지(리나리)

1995년
- 골든보이(카츠다 나오코)

### 극장판
1993년
- 도라에몽 노비타와 양철의 미궁 (사피오)

2007년
- 극장판 클라나드 (이부키 코코)

### 게임
1997년
- 랑그릿사1 (크리스)
- 동급생2(세가 세턴판)(사카키바라 미유키 (동급생2의 외전 졸업생의 히로인))

1998년
- 미츠메테 나이트(세라 빅시스, 뮤)
- 리플레인 러브2(矢加部 요코)
- 랑그릿사5 (람다)

2000년
- 테일즈 오브 이터니아(파라 엘스테드)
- KANON (미나세 아키코)

2002년
- 테일즈 오브 팬덤 Vol.1(파라 엘스테드)
- 테일즈 오브 나리키리 던전2(파라 엘스테드)

2003년
- 테일즈 오브 심포니아(파라 엘스테드)

2004년
- 푸른 눈물(아이자와 타에코)

2005년
- 테일즈 오브 나리키리 던전3(파라 엘스테드)

2006년
- 두근두근 메모리얼 Girl's Side 2nd Kiss(미즈시마 히소카)
- 클라나드 (이부키 고코)
- 영웅전설 VI 천공의 궤적 FC(클로제 린츠)
- 영웅전설 VI 천공의 궤적 SC(클로제 린츠)

2007년
- 영웅전설 천공의 궤적 TC(클로제 린츠)

2008년
- 두근두근 메모리얼 Girl's Side 2nd Season(미즈시마 히소카)

2009년
- 러브 플러스(아네가사키 네네)
- 닌자가이덴 시그마2(모미지)